# Ihor Vozniak
Ihor Wosnjak CSsR, polonês: Igor Woźniak, ucraniano: Ігор Возьняк, (Lypytsi, Lviv Oblast, Ucrania, 3 de agosto de 1952) é o arcebispo de Lviv para a Igreja Greco-Católica Ucraniana.
Depois da escola, Ihor Wosnjak treinou como técnico e fez o serviço militar. Em 1973 ingressou num mosteiro redentorista (abreviatura: CSsR). Em Lemberg estudou até 1980, no seminário, filosofia e teologia. Em 23 de novembro de 1980 foi ordenado sacerdote redentorista.
Ele fez seus votos religiosos perpétuos em 2 de julho de 1981. Após sua ordenação, trabalhou como sacerdote na Diocese Católica Romana de Lviv. Durante este tempo, ele apoiou os padres locais, alguns dos quais desempenhavam seus deveres pastorais na clandestinidade. Desde 1989 ele serviu em Ternopil. De 1990 a 1996 foi provincial de sua comunidade religiosa para a província religiosa de Lemberg. Em 2001 obteve sua licenciatura em teologia católica em Roma.
Sua nomeação como bispo auxiliar em Lviv e a nomeação simultânea como bispo titular de Nisa na Lícia ocorreu em 11 de janeiro de 2002. Em 17 de fevereiro de 2002 foi consagrado pelo Arcebispo Maior cardeal Lubomyr Husar e os co-consagradores Arcebispo Michael Bzdel CSsR ( Winnipeg) e o bispo Mychajlo Sabryha (Ternopil).
Depois que a sede do Arcebispo Maior mudou de Lviv para Kyiv, Vosnjak foi nomeado em 10 de novembro de 2005 pelo Cardeal Husar para ser o primeiro Arcebispo da Arqueparquia de Lviv. Papa Bento XVI confirmou a nomeação. De 10 de fevereiro a 25 de março de 2011, durante a vacância da Sede na Grande Arquidiocese de Kiev-Halych, foi Administrador Apostólico sede vacante et ad nutum Sanctae Sedis da Grande Arquidiocese Católica Ucraniana de Kyiv-Halych.
O arcebispo Vosnjak foi o principal consagrador de Sviatoslav Shevchuk como bispo titular de Castra Galbae (mais tarde Arcebispo Maior de Kyiv-Halych) e Venedykt Aleksiychuk como bispo titular de Gernaniciana (bispo auxiliar em Lviv). Como co-consagrador, ele ajudou Bohdan Djurah ao bispo titular de Vagada (bispo auxiliar em Kyiv).